# Luchskij rajon
Il Luchskij rajon (in russo Лухский район?) è un rajon dell'Oblast' di Ivanovo, nella Russia europea; il capoluogo è Luch. Istituito nel 1935, ricopre una superficie di 955 chilometri quadrati e nel 2010 ospitava una popolazione di circa 9.000 abitanti.